# わが子・スーパーマン
「わが子・スーパーマン」は、藤子・F・不二雄（発表時は藤子不二雄名義）の読み切り漫画作品。1972年(昭和47年)『ビッグコミック』3月10日号に掲載された。1980年代後半にアメコミで扱われ始めた「ヒーロー活動の問題点」を1970年代初頭にはっきりと描いた作品である。同じテーマを扱った作品に「ウルトラ・スーパー・デラックスマン」、『中年スーパーマン左江内氏』などがある。

## あらすじ
夕日台ではこの数日、通り魔事件が続発している。いずれの事件も犯人は子供のように小柄で、怪力を持ち、空中から現れ、テレビのヒーローのような格好をしているという。主人公は犯人に思い当たる節があった。

## 登場人物
パパ
主人公。通り魔事件が発生する際には、いつも息子であるタダシの姿が見えないことに気付く。ある日、遊びに出掛けたタダシを尾行すると、タダシの姿が消えた場所で、七五三の時に作ったウルトラファイターの衣装を発見する。
ママ
主人公の妻でタダシの母親。あまり物事を深く考えない性格。
タダシ
主人公の息子で小学生。特撮ヒーロー番組「ウルトラファイター」の大ファン。正義感が非常に強いが、あくまでも幼い子供が持つ単純で独善的なものに過ぎない。幼いために現実とテレビ番組の区別がついていない。
さっちゃん
タダシの友達。母親が通り魔に襲われる。
パパの同僚
通り魔の正体はミュータントではないか、という仮説を冗談として主張する。主人公から「自分の息子がミュータントだとしたらどうするか」と問われると、「所詮は怪物であり、いつかはどこかで社会と対立するのだから殺すしかない」と（本人は冗談のつもりで）主張し、主人公を激怒させる。
ウルトラファイター
毎週木曜日午後6時半より放送されている特撮ヒーロー番組「ウルトラファイター」の主人公。突然変異が生んだスーパーマンという設定。
ゾンビー
「ウルトラファイター」の悪役。ウルトラファイターからは「地獄の使者」と呼ばれる。毎回、ラストシーンでウルトラファイターから逃げおおせ、いずこかへと消えるのが定番となっている。